# Spirorbis scoresbyi
Spirorbis scoresbyi är en ringmaskart som beskrevs av Harris 1969. Spirorbis scoresbyi ingår i släktet Spirorbis och familjen Serpulidae. Inga underarter finns listade i Catalogue of Life.